# ورونیکا بالسترینی
ورونیکا ژان بالسترینی (زاده ۲۹ اکتبر ۱۹۹۱) خواننده و ترانه‌سرای ایتالیایی-آمریکایی است. او دو آلبوم استودیویی منتشر کرده‌است. داستان موفقیت خودساخته او توجه ملی را به خود جلب کرده‌است همان‌طور که جان کارامانیکا در نیویورک تایمز نوشت: «... وقتی شخصی مانند خانم بالسترینی اساساً بدون اعلام قبلی وارد می‌شود و شروع به جلب توجه می‌کند، مهم است.»
بالسترینی در نیو لندن، کانکتیکات به دنیا آمد و در واترفورد، کانکتیکات بزرگ شد. او از یک خانواده بزرگ متشکل از چهار برادر و یک خواهر است. پدرش روزاریو بالسترینی و مادرش کارول مارانینو بالسترینی هر دو ایتالیایی-آمریکایی هستند.

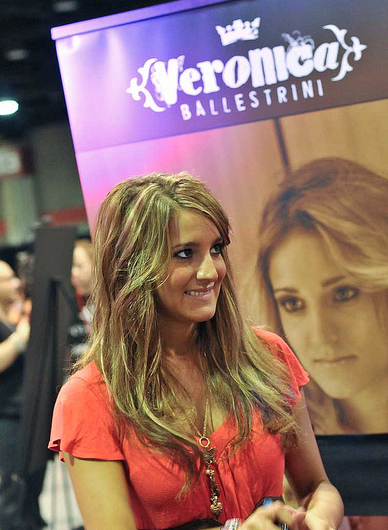
امضای بالسترینی در جشنواره CMA.

بالسترینی از سیزده سالگی شروع به نواختن گیتار و نوشتن آهنگ کرد، او در همان سال صفحه موسیقی مای‌اسپیس خود را راه اندازی کرد. محبوبیت ورونیکا پس از نوشتن و آهنگسازی آهنگ "Daddy" و ارسال آن به لیست پخش مای‌اسپیس خود افزایش یافت. بالسترینی در چهارده سالگی شروع به اجرا در سراسر ایالت کانکتیکات خود در مسابقات استعدادیابی و نمایشگاه‌های محلی کرد. در نوامبر ۲۰۰۶، بالسترینی مقام اول را در نمایشگاه جهانی ایالات متحده آمریکا در لاس وگاس با اجرای آهنگ "Daddy" به دست آورد.
زمانی که هنوز در دبیرستان بود اولین خوانندگی حرفه ای خود را انجام داد. بالسترینی در سال ۲۰۰۹ یک لیبل مستقل ایجاد کرد و با تهیه‌کننده کلیف داونز کار کرد که با او آهنگ‌های زیادی نوشته‌است. داونز اولین آلبوم خود را با نام «همه چیز دربارهٔ من چیست» تولید کرد.